# Mabrouka Mbarek
Pour les articles homonymes, voir Mbarek.
Mabrouka Mbarek (arabe : مبروكة مبارك), née le 31 mai 1980 à Strasbourg, est une femme politique tunisienne.

## Études et carrière professionnelle
Elle fréquente la faculté de droit et d'économie de l'université de Strasbourg puis l'École supérieure de commerce de Reims, et obtient un master en administration économique et sociale et un autre en management. Elle part au Yémen où elle s'engage dans l’action sociale et humanitaire puis entame une carrière d'auditrice à Berkeley aux États-Unis, où elle se spécialise dans le contrôle financier, la sécurité informatique, la gestion des risques et la prévention de la fraude.
Par la suite, elle se consacre à nouveau à des ONG qui l'affectent au Yémen, en Inde, en Afghanistan, en Irak et au Liban.

## Carrière politique
Séduite par le Congrès pour la République dans la foulée de la révolution de 2011, responsable des relations du parti avec les médias, elle fait du gouvernement ouvert son combat principal.
Lors de l'élection de l'assemblée constituante, le 23 octobre 2011, elle est élue dans la circonscription couvrant les Amériques et l'Europe à l'exception de la France, de l'Italie et de l'Allemagne. Elle y siège à la commission spécialisée du règlement intérieur et de l'immunité, à la commission des finances, de la planification et du développement et à la commission du préambule, des principes fondamentaux et de révision de la Constitution. En parallèle, elle conseille le président Moncef Marzouki sur les questions de la dette et de la transparence.
En juillet 2012, elle dépose un projet de loi pour remettre en cause la « dette odieuse » tunisienne définie, en matière de droit international, comme la dette contractée par une dictature et qui doit être remboursée par la transition démocratique.
Après la fin de son mandat de constituante, elle devient chercheuse à l'Institut du Moyen-Orient (en) ; ses recherches se focalisent sur le potentiel des politiques monétaires et fiscales dans un contexte post-révolutionnaire.